# Difração
Difração (AO 1945: difracção) é um fenômeno físico que acontece quando uma onda encontra um obstáculo, permitindo que a onda contorne estes obstáculos e se espalhe ao passar por uma abertura. Este desvio ou espalhamento de ondas, características relacionadas a difração, acontece de acordo com o Princípio de Huygens, que diz que todos os pontos de uma frente de onda se comportam como fontes pontuais de ondas secundárias. Desse jeito, o objeto de difração ou abertura torna-se uma fonte secundária de propagação da onda.

Padrão de difração e interferência na fenda dupla.

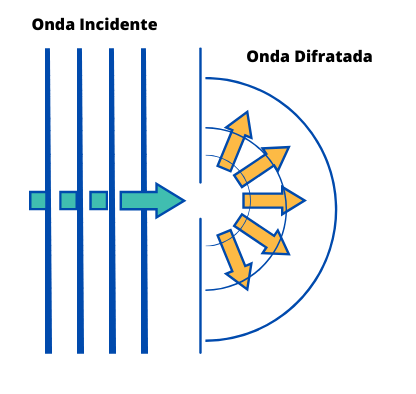
Difração de uma onda em uma fenda.

O fenômeno da difração acontece com todos os tipos de ondas, incluindo ondas sonoras, ondas na água e ondas eletromagnéticas (como luz visível, raios-X e ondas de rádio). Assim, a comprovação da difração da luz foi de vital importância para constatar sua natureza ondulatória.
Os objetos físicos também têm propriedades ondulatórias (em escala atômica), ocorrendo, portanto, difração com a matéria, o que pode ser estudado de acordo com os princípios da mecânica quântica.
Ainda que a difração ocorra sempre quando as ondas em propagação encontram mudanças, seus efeitos geralmente são marcados por ondas cujo comprimento de onda é comparável às dimensões do objeto de difração. Por isso, a difração é observada mais recorrentemente nas ondas sonoras, pois são ondas com grande comprimento de onda. Interações sonoras com dimensões entre 2 cm a 20 m são perceptíveis para nós, humanos. A difração da luz, nesse sentido, torna-se extremamente mais rara de acontecer, ou perceber, tendo em vista seu pequeníssimo comprimento de onda em torno de 555 nm.
Se o objeto obstrutor oferecer múltiplas fendas, poderá resultar em um padrão complexo de intensidade variável. Isso se deve à interferência, isto é, a uma sobreposição de partes diferentes de uma onda que se propaga até o observador por caminhos diferentes. Richard Feynman escreveu: 

Simulação da difração da luz por uma fenda, variando a largura da fenda.

“Ninguém nunca foi capaz de definir a diferença entre interferência e difração satisfatoriamente. É somente uma questão de linguagem, e não há diferenças físicas específicas ou importantes entre elas. Tem-se, entretanto, que difração é o fenômeno devido a um obstáculo, já interferência refere-se mais a uma interação entre dois ou mais fenômenos ondulatórios."

## História

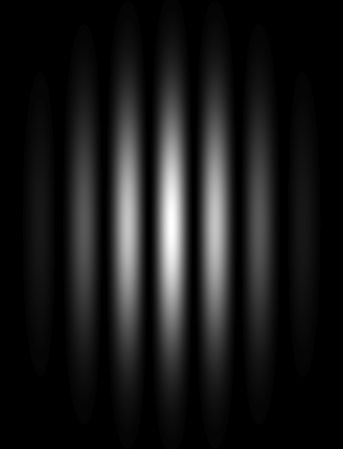
Padrão no anteparo: franjas claras (interferência construtiva) e escuras (interferência destrutiva).

Embora atualmente o fenômeno da difração seja estudado por si mesmo, antigamente seus estudos foram baseados na curiosidade em desvendar satisfatoriamente a discussão sobre a natureza ondulatória da luz.
Os efeitos da difração da luz foram primeiramente analisados e descritos pelo padre jesuíta e cientista italiano Francesco Maria Grimaldi, que cunhou o termo "difração" (do latim diffringere, 'quebrar em pedaços'), referindo-se à luz quebrando-se em diferentes direções. Seu conceito de luz era essencialmente ondulatório e explicou a difração da luz analogamente à difração de ondas na água, em que as ondas do mar quebram seu movimento regular ao encontrar um barco ancorado. Determinou também uma relação entre a densidade do meio onde a luz propaga-se e a sua velocidade. Os resultados das observações de Grimaldi foram publicados postumamente em 1665.
Muitos outros cientistas preocuparam-se em determinar a curiosa natureza da luz, estudando, portanto, os efeitos da difração. Surgiram, no século XVII, dois pensamentos científicos distintos: a teoria corpuscular da luz, defendida por Isaac Newton; e a teoria ondulatória da luz, defendida por Christiaan Huygens. Em ambos os lados, vários cientistas apoiavam uma teoria ou outra com seus conhecimentos e constatações e acabavam refutando inteiramente os aspectos da teoria contrária, pois o conceito de partícula (corpúsculo) é totalmente diferente do conceito de onda. Uma partícula transporta matéria, uma onda não o faz; uma partícula pode se locomover no vácuo, uma onda precisaria de um meio para propagar-se (era o que se pensava naquele período, mas não é verdade para ondas eletromagnéticas, como estabelecido pelo experimento de Michelson-Morley e a teoria da relatividade restrita); uma onda atravessa obstáculos menores que seu comprimento, uma partícula não o faz.
Escolheu-se o modelo de Newton como o mais coerente por sua explicação sobre as cores e por causa de sua fama devido às suas outras realizações, ainda que a teoria ondulatória de Huygens não tenha caído no esquecimento. Após 123 anos, Thomas Young questionou várias afirmações da teoria corpuscular. As afirmações de Newton não explicavam por que a luz tinha a mesma velocidade mesmo sendo emitida por corpos diferentes e por que certos corpúsculos eram refletidos e outros refratados. Para ele, considerar a luz uma onda explicaria bem melhor esses fenômenos: as ondas luminosas poderiam, assim como as ondas do mar, anular-se umas às outras ou intensificar-se. Young utilizou desses conceitos para explicar a interferência (através do experimento da dupla fenda) e os anéis de Newton tão conhecidos. 

## Explicação teórica

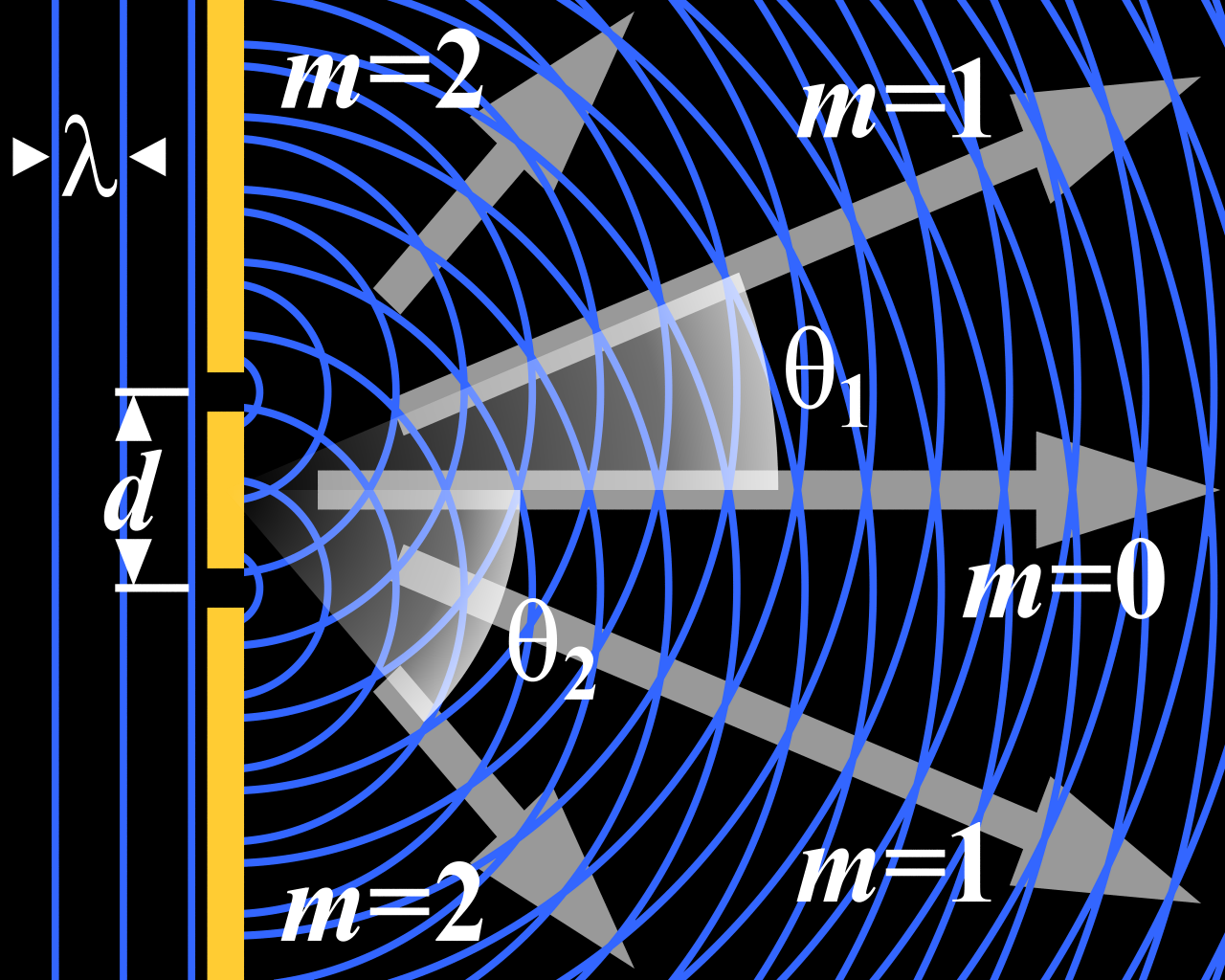
Representação esquemática da experiência da dupla fenda de Young, em que se observam a difração e a interferência.

O fenômeno da difração está relacionado com as propriedades de ondas ao transportarem energia de um ponto ao outro do espaço. E é intimamente relacionado ao fenômeno da interferência.
Como as ondas são caracterizadas por uma variação periódica de uma qualquer propriedade, podem interagir entre si quando duas ou mais ondas atravessam a mesma região do espaço. Pode acontecer também que uma onda tenha a sua velocidade e/ou direção mudadas, ao interagir com um objeto ou meio material interposto em seu caminho.
A onda então, ao contornar ou atravessar um obstáculo, toma diferentes caminhos (diferentes trajetórias), cujos comprimentos totais podem variar. Da variação dos comprimentos totais atravessados, diversas ondas oriundas da original (segundo o princípio de Huygens, que diz que cada frente de onda se comporta como uma nova fonte pontual) acabam por se recombinar ao passar por um dado ponto do espaço.
Ao passarem por esse ponto do espaço, ondas difratadas de uma mesma origem tem a mesma fase e por isso podem interferir uma com a outra naquele ponto. A recombinação se processa porque as ondas, exibindo propriedades periódicas ao longo do espaço e ao longo do tempo combinam seus máximos e mínimos de amplitude de uma maneira que depende do total de ondas interagentes e das diferenças de caminho ótico. O resultado disso varia entre dois extremos: num caso, num dado ponto, um máximo de amplitude se combina com um mínimo, produzindo uma anulação parcial ou total da energia da onda (interferência destrutiva). Por outro lado, quando dois ou mais máximos ou dois ou mais mínimos se encontram, a energia observada é maior (interferência construtiva).  
Note-se que a amplitude não corresponde diretamente à intensidade da onda, já que a segunda grandeza depende do quadrado da primeira. As grandezas que se somam são as amplitudes, embora as energias totais de uma e outra onda que se interferem seja a soma das energias individuais. 
Isso se dá porque, se nos ativermos à definição estrita de onda como fenômeno periódico e na ausência de dispersão (que é a variação da velocidade de ondas em função dos seus comprimentos de onda), uma onda pode ser representada por uma função senoidal do tempo e do espaço.

## Difração de Fraunhofer e difração de Fresnel
A difração por fendas estreitas pode ser observada com um aparato experimental simples, permitindo ao observador atentar-se a detalhes do fenômeno. Normalmente, classifica-se o fenômeno de difração em dois tipos: difração de Fraunhofer (ou de campo distante) e difração de Fresnel (ou de campo próximo), a partir da análise da distância da fenda até o anteparo de observação da figura de difração. 
A difração de Fraunhofer ocorre quando o anteparo no qual se observa a figura da difração está a uma distância suficientemente grande, de modo que a onda pode ser tratada como uma onda plana. Na difração de Fraunhofer, pode-se notar que a figura de difração não guarda semelhança com o formato da fenda, diferentemente do que ocorre na difração de Fresnel. 
Na difração de Fresnel, o tratamento matemático é mais complexo. Nesse caso, a onda que se desloca não é plana. Para se calcular a distribuição da intensidade da luz difratada em função do ângulo de espalhamento é comum se usar da espiral de Cornu.

A equação da difração de Fresnel é usada para calcular o padrão de difração criado por ondas passando por uma fenda ou em volta de um objeto, quando visto relativamente próximo do objeto (por isto, diz-se que a onda se propaga em um "campo próximo". Esse campo pode ser calculado pelo número de Fresnel. Múltiplas difrações de Fresnel podem causar a reflexão especular. 

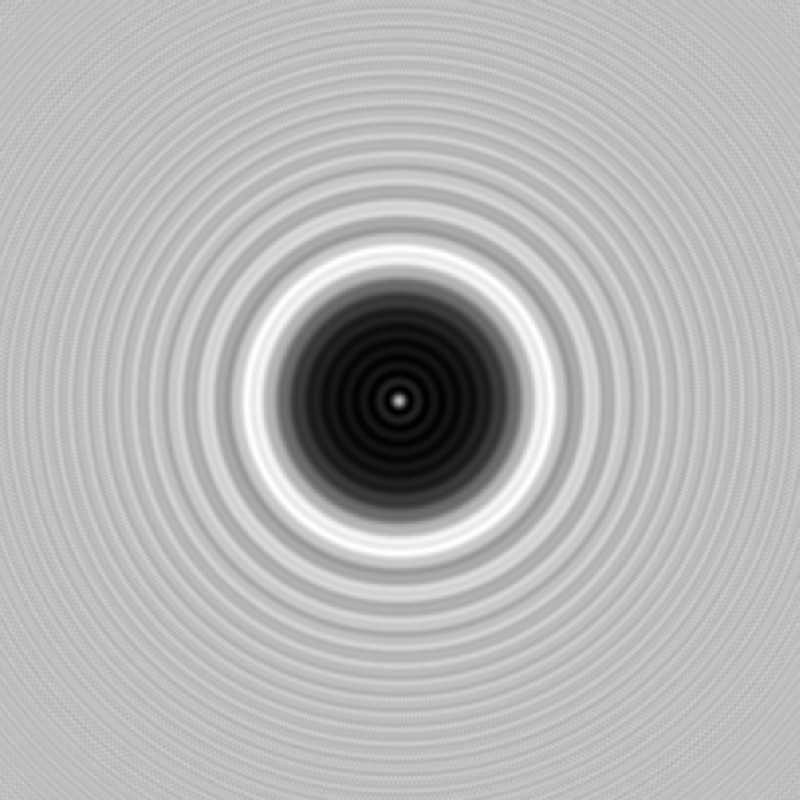
Figura de difração de um disco, mostrando o ponto claro de Fresnel no centro da sombra do objeto.

### Ponto Claro de Fresnel
Em 1819, um concurso promovido pela Academia Francesa de Ciências, visando provar que a teoria ondulatória da luz estava errada, premiaria o melhor trabalho sobre difração. O vencedor foi o físico e engenheiro Augustin-Jean Fresnel, que defendia a difração. Entretanto, Siméon Denis Poisson, não satisfeito com a teoria de Fresnel, alertou a comissão julgadora sobre algo estranho que aconteceria caso Fresnel estivesse certo. Ao passarem pela borda de um objeto esférico ou um disco, as ondas luminosas convergiriam para a sombra desse objeto, observando-se um ponto de luz no centro da sombra. Um teste foi realizado pela comissão, provando que o ponto claro de Fresnel existia. Este ponto também é conhecido como mancha de Poisson ou ponto de Arago.

## Difração por uma fenda

Evolução temporal de um pacote de ondas de matéria (pacote gaussiano) ao incidir sobre uma fenda única. A animação foi construída a partir da solução numérica da equação de Schrödinger dependente do tempo. Observe que há a formação de um máximo central (como esperado).

Para exemplificar o fenômeno de difração, consideraremos daqui em diante a difração de Fraunhofer, ou seja, vamos considerar que o aparato e a tela de observação estão relativamente distantes. A fenda única, também conhecida como fenda simples, é um aparato com apenas uma seção reta vertical ou horizontal de largura {\displaystyle a}. 
Ao incidirmos um feixe de luz sobre uma fenda de seção vertical com uma abertura {\displaystyle a} muito pequena, o feixe de luz se espalha na direção horizontal, e ainda será possível observar uma projeção de franjas claras (de luz) e franjas escuras (falta de luz). As franjas claras é o que chamamos de máximos e as escuros nomeamos de mínimos. Também é possível observar que a franja central é a mais clara e é mais larga do que a fenda e que as franjas ao se distanciar do centro vão ficando cada vez menos intensas.

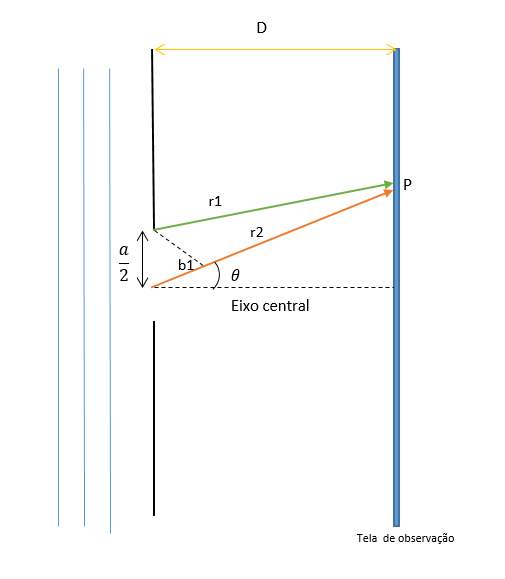
Difração por uma fenda.

Para encontrar a posição do primeiro mínimo de difração, vamos primeiro traçar um eixo central que passa pelo centro da fenda e é perpendicular à tela. A posição angular de  um ponto P na tela é dado pelo ângulo {\displaystyle \theta } entre a reta que liga o ponto ao centro da fenda e o eixo central. Considere dois raios luminosos, r1 e r2, como na figura ao lado. As ondas de r1 e r2 pertencem a mesma frente de onda, com isso a diferença de fase entre elas é constante, o que garante a observação da figura de difração.
Essa diferença de fase está associada a diferença de caminho ótico. Como a distância entre a tela e a fenda é muito maior do que a largura da fenda, os dois raios podem ser tratados como aproximadamente paralelos, e a diferença de caminho ótico será então  {\displaystyle {a \over {2}}sin{\theta }}, logo a condição para o mínimo de difração será 
{\displaystyle {a \over {2}}sin{\theta }={\lambda  \over 2}}. 
Prosseguindo com o processo de divisão da fenda em partes menores, teremos a condição que a condição para quatro raios será 
{\displaystyle {a \over {4}}sin{\theta }={\lambda  \over 2}}. 
Se continuarmos dividindo a região, vamos sempre dividir as zonas em números pares (seis, oito, ……vinte), isso vai dar que sempre teremos um número multiplicando o comprimento de onda, logo podemos escrever uma equação geral para localizar as franjas escuras, nossa equação é dada por
{\displaystyle asin{\theta }=m\lambda }, com m = 1,2,3,... 

### Intensidade da luz difratada por uma fenda

Difração em uma fenda: posição dos mínimos e distribuição de intensidade.

A intensidade máxima ocorre no centro do padrão de interferência (máximo central). Os máximos secundários tem sua intensidade gradualmente reduzida em direção às bordas do padrão. 
A expressão matemática para a intensidade luminosa em uma fenda simples é
{\displaystyle I(\theta )=I_{m}\left({\frac {sen(\alpha )}{\alpha }}\right)^{2}}, onde {\displaystyle \alpha ={\frac {\pi a}{\lambda }}sen{\theta }} e os mínimos ocorrem em {\textstyle \alpha =m\pi } (m=1, 2, 3...). 
Essa equação nos diz que a intensidade luminosa varia como o quadrado da função seno do ângulo de desvio, e diminui rapidamente à medida que o ângulo aumenta.

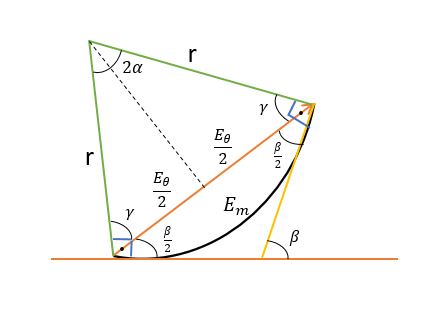

A dedução pode ser feita por meio de fasores conforme a figura ao lado, onde o arco de circunferência é representa todos os fasores com uma diferença de fase constante entre si. A partir da soma de todos os fasores teremos o valor da amplitude da onda difratada ema cada posição angular, logo o que queremos encontrar é {\displaystyle E_{\theta }} .
Como temos a figura dividida em duas partes, cada parte vai ter o valor de {\displaystyle E_{\theta }/2}. A partir dos triângulos observados na figura podemos definir todos os ângulos internos. Temos que 
{\displaystyle \gamma +{\beta  \over 2}={\pi  \over 2}} e {\displaystyle 2\alpha +2\gamma =\pi }.
Logo, {\displaystyle 2\alpha =\beta }. Como, da figura,
{\displaystyle {E_{\theta } \over 2}=r\sin {\beta  \over 2}} e {\displaystyle \beta ={E_{m} \over 2}}, sendo Em a máxima amplitude, temos que
{\displaystyle {E_{\theta }}={2E_{m} \over \beta }\sin {\beta  \over 2}=E_{m}{\sin {\alpha } \over \alpha }}.
Como {\displaystyle \beta } é a diferença de fase entre os raios em cada extremidade da fenda, temos
{\displaystyle \beta =2\alpha ={2\pi  \over \lambda }a\sin {\theta }}.
Portanto, como a intensidade é proporcional ao quadrado da amplitude, encontramos a expressão
{\displaystyle I(\theta )=I_{m}\left({\frac {sen(\alpha )}{\alpha }}\right)^{2}}. 

## Difração em fenda dupla

Distribuição de intensidade devido à interferência e difração no experimento de dupla fenda. As linhas azuis representam o efeito apenas da interferência e a linha tracejada vermelha é o padrão de difração. As curvas preenchidas em azuis formam o padrão observado.

No caso da fenda dupla, além da difração causada por uma fenda, teremos a interferência causada pelas ondas provenientes de cada uma das fendas (experimento de Young).  
Logo, a imagem que veremos projetada em uma tela será uma será resultante tanto dos efeitos de interferência quanto dos efeitos de difração. Quanto mais estreitas forem as fendas, teremos algo mais próximo de um padrão "puro" de interferência. 
A distribuição de intensidade, neste caso, fica
{\displaystyle I(\theta )=I_{m}(cos^{2}\beta )\left({\frac {sen(\alpha )}{\alpha }}\right)^{2}}, 
Onde  {\textstyle \beta ={\frac {\pi d}{\lambda }}sen{\theta }} e
{\displaystyle \alpha ={\frac {\pi a}{\lambda }}sen{\theta }}

Sendo d a distância entre os centros das fendas e {\displaystyle a} é a largura das fendas).

## Difração por uma abertura circular
A figura de difração formada por uma abertura circular tem no seu centro um disco luminoso conhecido como disco de Airy que é circundado por anéis luminosos e escuros. E a sua figura pode ser descrita por termos do ângulo que vai representar o raio angular de cada anel. Se observa na figura que à medida que o raio angular aumenta, a intensidade dos anéis diminui. 
A posição do primeiro mínimo de difração será dada por  {\textstyle sen(\theta )=1.22{\frac {\lambda }{d}}}.

## Redes de difração
Rede de difração é um instrumento de grande utilidade para medição de comprimentos de onda e outras medidas óticas.  Definimos como rede de difração um conjunto que contém um número grande de fendas paralelas, todas com a mesma largura e igualmente espaçadas. A rede de difração apresenta uma figura muito característica, com seu máximos e mínimos igualmente espaçados, e como na fenda dupla, a sua figura é o resultado da combinação dos efeitos de difração e interferência, pois cada fenda provoca um efeito de difração e as ondas difratadas interferem entre si. 

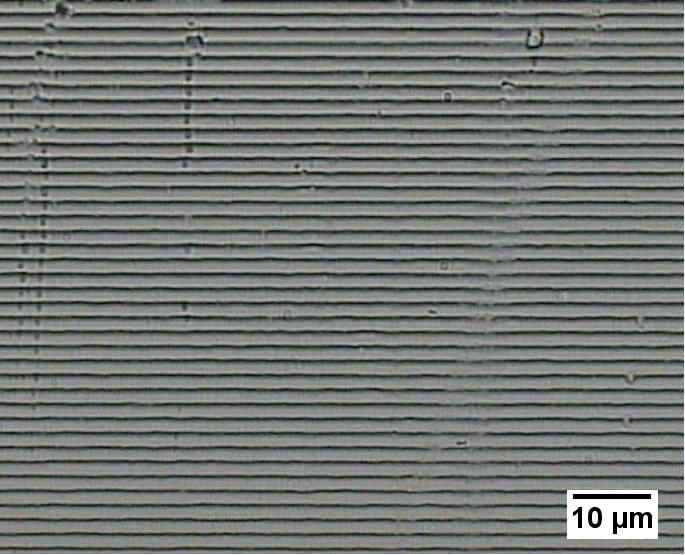
Superfície de uma rede de difração (600 linhas/mm). Imagem obtida por microscopia ótica de transmissão.

Considerando uma rede de difração com {\displaystyle N} fendas, tem-se que os máximos e os mínimos observados no espectro obtido obedecem às seguintes equações: 
- Máximos: {\displaystyle Ndsen(\theta )=m\lambda },                {\displaystyle m\in \mathbb {N} }
- Mínimos: {\displaystyle Ndsen(\theta )=m\lambda +k\lambda },       {\displaystyle m\in \mathbb {N} }

Onde: 
- {\displaystyle d} - distância entre as fendas;
- {\displaystyle \theta } - ângulo entre o feixe e a normal à rede de difração;
- {\displaystyle \lambda } - comprimento de onda da radiação;
- {\displaystyle N} - número de fendas da rede de difração;
- {\displaystyle k} - número natural que varia de {\displaystyle 1} a {\displaystyle N-1} (uma vez que entre dois máximos de ordem consecutiva existem {\displaystyle N-1} mínimos).

O número m representa o número de ordem da difração. Quanto maior a ordem da difração, maior a separação angular entre os feixes, de comprimentos de onda diferentes, desta forma, redes de difração são usadas para em dispositivos monocromadores, utilizados em espectroscopia para determinar constituintes de estrelas, por exemplo.   